# Neuwiedia inae
Neuwiedia inae é uma espécie de orquídea terrestre, família Orchidaceae, que habita o Vietnam e Borneu.